# NGC 5877
NGC 5877 is een groep van 3 sterren in het sterrenbeeld Weegschaal. De groep werd op 24 mei 1867 ontdekt door de Duitse astronoom Johann Friedrich Julius Schmidt. Gezien het feit dat de sterren van deze groep een driehoek vormen kan NGC 5877 gerangschikt worden in de lijst van telescopische asterismen.